# Nemomydas fumosus
Nemomydas fumosus är en tvåvingeart som beskrevs av Hardy 1950. Nemomydas fumosus ingår i släktet Nemomydas och familjen Mydidae.
Artens utbredningsområde är Kalifornien. Inga underarter finns listade i Catalogue of Life.